# Bamse och dunderklockan
Bamse och dunderklockan (deutsche Übersetzung: Bamse und die Donnerglocken) ist ein schwedischer Animationsfilm aus dem Jahr 2018. Hauptfigur ist der Braunbär Bamse, der in Deutschland unter dem Namen Tino Tatz kurzzeitig als Comic erschien und von Rune Andréasson erschaffen wurde. Er hatte seine Premiere am 21. Dezember 2018.

## Handlung
Bei einem Brand auf Omas Dachboden, der von einigen Cousins der Wölfe verursacht wurde, verbrannte Omas Vorrat an Donnerglocken. Donnerglocken sind eine wichtige Zutat in Bamses Donnerhonig, der ihm Superkräfte verleiht. Bamses Freunde Lille Skutt und Skalman fahren mit dem Boot  Viktoria nach Klippön, um Nachschub an Donnerglocken zu holen, die von einem Drachen bewacht werden. Bamse muss zu Hause bleiben, um zu verhindern, dass Verbrechen begangen werden, obwohl er ohne den Donnerhonig keine Superkräfte mehr hat.

## Schwedische Sprecher der Figuren
- Tomas Bolme – berättare
- Peter Haber – Bamse
- Morgan Alling – Lille Skutt
- Steve Kratz – Skalman
- Rolf Lydahl – Reinard Räv
- Ia Langhammer – Farmor
- Bianca Kronlöf – Mickelina Räv
- Maria Bolme – Brummelisa
- Katharina Cohen – Busan
- Cecilia Frode – Bufflan
- Tea Stjärne – Nalle-Maja
- Andreas Rothlin Svensson – Kubbe Varg
- Leif Andrée – Knocke och Smocke
- Emma Peters – Nina Kanin
- Ann Petrén – borgmästaren